# ExFAT

exFAT (Extensible File Allocation Table) er et filsystem, der blev introduceret af Microsoft i 2006 og optimeret til flashhukommelse såsom USB-flashdrev og SD-kort. exFAT var proprietær indtil 28. august 2019, da Microsoft offentliggjorde sin specifikation. Microsoft ejer patenter på flere elementer i sit design.
exFAT kan bruges, hvor NTFS ikke er en mulig løsning (på grund af datastruktur overhead), men der kræves en større filstørrelsesgrænse end standard FAT32-filsystemet (dvs. 4 GiB).
exFAT er blevet vedtaget af SD Association som standardfilsystemet til SDXC-kort større end 32 GB.

## Historie
exFAT blev introduceret i slutningen af 2006 som en del af Windows CE 6.0, et integreret Windows-operativsystem. De fleste af de leverandører, der tilmelder sig licenser, er producenter af indlejrede systemer eller producenter af enheder, der producerer medier formateret med exFAT. Hele FAT-familien (File Allocation Table), inkl. ExFAT, bruges til indlejrede systemer, fordi den er let og er bedre egnet til løsninger, der har lav hukommelse og lavt strømbehov og let kan implementeres i firmware.